# Pseudoacanthocereus
Pseudoacanthocereus ist eine ehemalige Pflanzengattung aus der Familie der Kakteengewächse (Cactaceae). Der botanische Name der Gattung leitet sich vom griechischen Verb „ψεύδω“ (pseudo) für täuschen ab und verweist auf die täuschende Ähnlichkeit mit der Gattung Acanthocereus.
Die beiden Arten der Gattung wurden 2017 von Nadja Korotkova und Kollegen der Gattung Strophocactus Britton & Rose zugeordnet.

## Beschreibung
Die zu Anfang etwas aufrecht wachsenden Arten sind für gewöhnlich der Länge nach hingestreckt bis ausgestreckt und vom Grund aus stark verzweigt. Die schlanken Triebe erreichen Durchmesser von bis zu 3 Zentimeter und haben 3 bis 7 hohe und dünne Rippen mit kleinen, bräunlichen Areolen aus denen zahlreiche kurze, nadelartige, weiße bis bräunliche Dornen entspringen.
Die lang trichterförmigen Blüten sind weiß, werden bis 15 Zentimeter lang und öffnen sich in der Nacht. Ihr Blütenbecher und die Blütenröhre sind mit wenigen Areolen besetzt die Büschel mit kleinen Dornen hervorbringen.
Die fleischigen, kugelförmigen bis gedrückt kugelförmigen, bedornten Früchte sind zunächst grün und bei Reife hellgelb, kräftig duftend und nicht aufreißend. Sie besitzen Durchmesser von bis zu 6 Zentimeter (oder mehr) und enthalten weißes Fruchtfleisch. Die ziemlich großen, hellbraunen Samen sind bis zu 5 Millimeter lang und 3,5 Millimeter breit.

## Systematik und Verbreitung
Eine Art ist in Brasilien, die andere in Venezuela verbreitet.
Die Erstbeschreibung der Gattung wurde 1979 von Friedrich Ritter vorgenommen. Die Typusart der Gattung ist Acanthocereus brasiliensis. Der Gattung wurden zwei Arten zugewiesen:
- Pseudoacanthocereus brasiliensis (Britton & Rose) F.Ritter, nun Strophocactus brasiliensis (Britton & Rose) S.Arias & N.Korotkova
- Pseudoacanthocereus sicariguensis (Croizat & Tamayo) N.P.Taylor, nun Strophocactus sicariguensis (Croizat & Tamayo) S.Arias & N.Korotkova

In einer Untersuchung der Hylocereeae stellten Nadja Korotkova, Thomas Borsch und Salvador Arias im Jahr 2017 fest, dass beide Arten nächstverwandt zu Strophocactus wittii (K.Schum.) Britton & Rose, der Typusart der Gattung Strophocactus, ist. Da dieser Gattungsname älter ist (erstbeschrieben schon 1913), muss die neu umschrieben Gattung nach der Prioritätsregel Strophocactus heißen. Strophocactus war vorher verschieden umschrieben worden, umfasste aber zuletzt nur noch die Typusart, alle anderen Arten waren schon in andere Gattungen ausgegliedert worden. Anders als die ehemaligen Pseudoacanthocereus-Arten ist diese Art epiphytisch. Die Umkombination wurde in das aktuelle Verzeichnis der Cactaceae aufgenommen.
Verwirrenderweise wurde der Name Pseudoacanthocereus zweimal vergeben. Hernando Sánchez-Mejorada beschrieb 1974 eine Untergattung Peniocereus subgenus Pseudoacanthocereus. Diese hat mit der hier beschriebenen Gattung außer dem Namen nichts zu tun. Ihre Arten sind nach molekularen Untersuchungen in die Gattung Acanthocereus eingeschachtelt und werden heute dieser Gattung zugeordnet.

## Nachweise